# Veckerhagen
Veckerhagen ist ein Ortsteil und zugleich Sitz der Gemeindeverwaltung von Reinhardshagen im nordhessischen Landkreis Kassel.

## Geographische Lage
Veckerhagen liegt am linken westlichen Ufer der Weser an der Einmündung des Hemelbachs zu Füßen des Reinhardswaldes. Die Strommitte der Weser bildet die Landesgrenze nach Niedersachsen mit dem Stadtgebiet von Hann. Münden und am Waldrand oberhalb von Veckerhagen beginnt der Gutsbezirk Reinhardswald.
Die nächstgelegenen Ortschaften sind: wenige Hundert Meter entfernt, im Süden Vaake (der andere Ortsteil der Gemeinde Reinhardshagen), im Osten am gegenüberliegenden Weserufer der nördlichste Mündener Stadtteil Hemeln, etwas weiter entfernt im Osten Ellershausen. Im Süden ist die Kernstadt Hann. Münden neun Kilometer entfernt. Die Wegstrecke bis zur Kreisverwaltung in Kassel beträgt 29 Kilometer.

## Geschichte

### Ersterwähnung
Der Ortsname Veckerhagen lässt die Annahme zu, dass die Gründung des Ortes in eine Rodungsperiode des ausgehenden 13. Jahrhunderts fällt, in der die meisten Dörfer mit der Endung -hagen entstanden sind. 1297 wird der Ortsname in einer lateinischen Stiftungsurkunde der Witzenhäuser Kaufmannsgilde erstmals erwähnt. In ihr wird der Tuchhändler Henricus de Fekkershagen aufgeführt, in einer Abschrift dieser Urkunde aus dem Jahr 1575 als Heinrich vom Feckernhagen übersetzt. Der Namensanhang ist bei einem Tuchhändler als Ortsname zu erklären, nicht als adeliger Familienname.
Feckernhagen, Heinrichs Wohnort, bestand sicherlich schon einige Jahre, so dass man davon ausgehen kann, dass die Gründung des Ortes in die Schöneberger Rodungsperiode der Jahre 1270–1280 fällt. Die Edelherren von Schöneberg verloren durch Streitigkeiten mit der mainzischen Besatzung der Stadt Hofgeismar ihren dortigen Besitz und Einfluss und versuchten ab 1272 durch Rodungen am Ostrand des Reinhardswaldes wieder zu Eigenbesitz und Vogteirechten zu kommen. In dieser Zeit entstanden acht Siedlungen, darunter die nicht mehr existenten Horode und Herboldissen nahe dem heutigen Veckerhagen. 1278 schenkte, durch Urkunde belegt, Konrad von Schöneberg die Rodung Horode dem Kloster Hilwartshausen. Auch wenn Veckerhagen bei diesem Vorgang nicht ausdrücklich erwähnt wurde, kann man seine Entstehung ungefähr in diesem Jahr vermuten.

### 13. bis 16. Jahrhundert
Der Ort Feckershagen bzw. Feckernhagen (Namensformen 1297) ging nach wechselvoller Geschichte endgültig 1538 in den Besitz der Landgrafschaft Hessen über. 1342 erwirbt der Landgraf von Hessen die Hälfte des Dorfes Veckerhagen mit Fähre und Mühlen, 1377 die andere Hälfte. Die von Stockhausen haben den Ort nun von Hessen zu Lehen. 1429 löst Landgraf Ludwig I. den Kaltenhof von den von Stockhausen zugleich mit dem Dorf Veckerhagen ein und beginnt im Jahr darauf mit der Errichtung einer Befestigungsanlage, um den Reinhardswald gegen Kurmainz zu sichern. Diese Burg, die vielleicht an die Stelle eines befestigten Hofes rückte, kann als Ausgangspunkt für die eigentliche Siedlungsentwicklung gelten.
Veckerhagen war ursprünglich ein Hof oder Hagen oder Hain, den die in Vaake ansässige, dem niederen Dienstadel entstammende Freibauernfamilie der Vecker (auch Feker) unter der Oberlehnsherrschaft der Edelherren von Schöneberg durch Eichenwaldrodungen anlegte. Der Hof wurde 1342 von den Besitzern, den Herren von Stockhausen, an den hessischen Landgrafen Ludwig abgetreten. Seine Größe wird daran deutlich, dass er in der entsprechenden Urkunde bereits als Dorf bezeichnet wird. Er wurde bis nach 1400 weiterhin von den bäuerlichen Vecker zu Lehen genommen.
Wichtig für die geschichtliche Entwicklung Veckerhagens war 1430–1431 die Anlage einer von einem Graben umgebenen, unmittelbar am Weserufer gelegenen, später als Alte Burg bezeichneten Burg durch Landgraf Ludwig I. von Hessen. Sie ermöglichte das ungestörte Anwachsen des Ortes in ihrem Schutz. Die Herren von Stockhausen, niedersächsisch-hessischer Uradel, wurden wiederholt als Verwalter der Landgrafen auf der Burg Veckerhagen genannt. In der Zeit von 1431 bis 1500 übten Vater Hans von Stockhausen, seine Söhne Hans und Heinrich und schließlich Hans allein die Amtsverwaltung aus. Mit dem Ende der Hessisch-Paderbornischen Fehde im Jahr 1472 war der militärische Zweck des Amtes Veckerhagen erfüllt, wenngleich dessen Auflösung erst um 1550 erfolgte. Dem Ausbau der Burg wurde keine Beachtung mehr geschenkt und sie verfiel.
Das Geschlecht derer von Stockhausen besaß in Veckerhagen auch nach der Auflösung des Amtes Land. Dies ist für die Jahre 1551 im Gieselwerderer Salbuch und für die Jahre 1570 und 1587 im Sababurger Salbuch erwähnt. Noch 1750 bestand in Veckerhagen ein stockhausisches Meiergut in der Größe von 14 Äckern.

### 17. bis 19. Jahrhundert

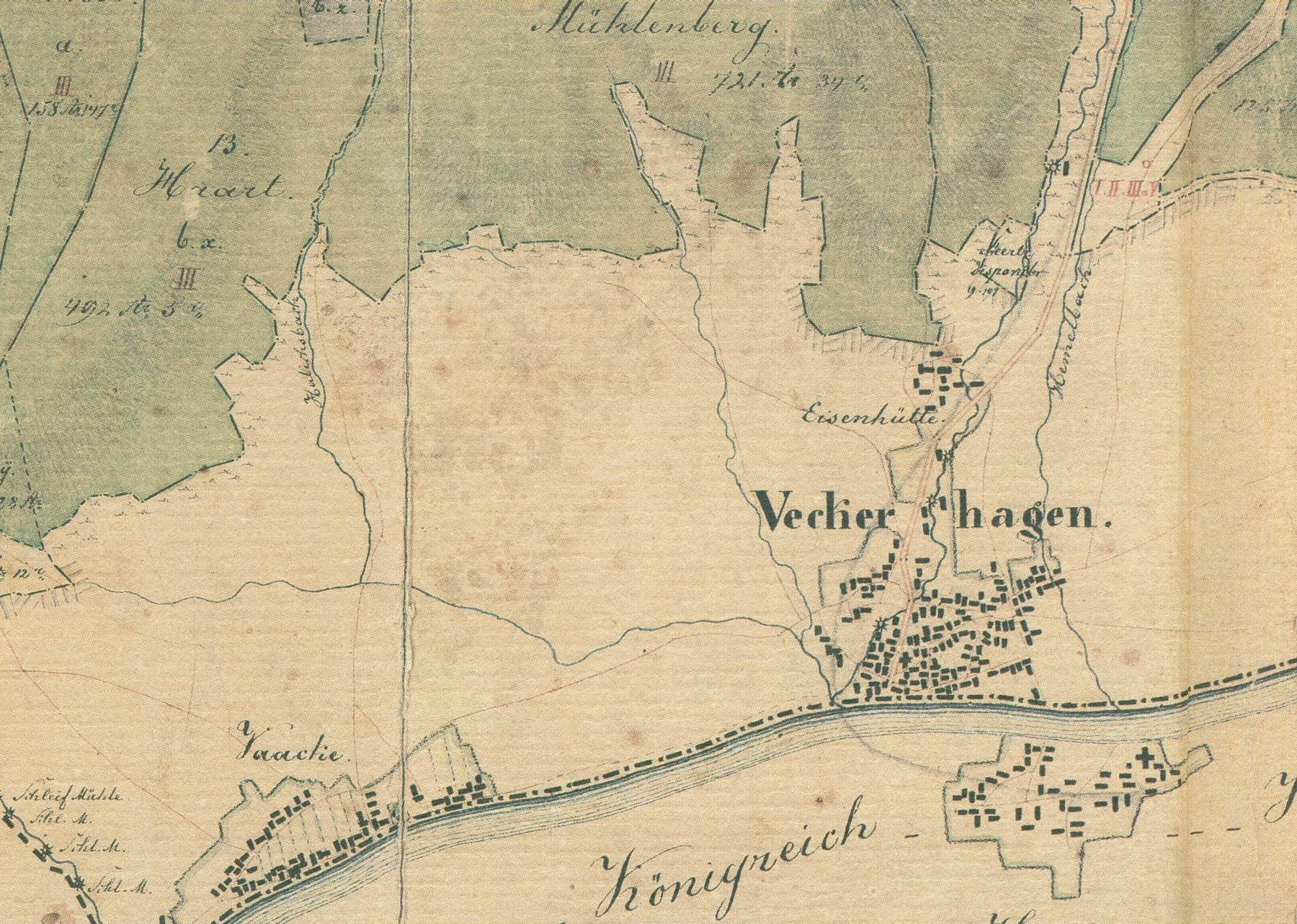
Veckerhagen und Vaake auf einer Karte von 1841

Im Jahre 1666 wurde westlich von Veckerhagen am Rand des Reinhardswaldes eine Eisenhütte errichtet. In Anlehnung an die Alte Burg entstand Ende des 17. Jahrhunderts unter Landgraf Carl von Hessen-Kassel das barocke Jagdschloss Veckerhagen. Das Schloss und die dazugehörende Domäne bewohnte und verwaltete die 1742 zur Reichsgräfin erhobene Barbara Christine von Bernhold bis zu ihrem Tod 1756. Danach fiel der Besitz im Jahre 1770 an den Landgrafen Friedrich II. von Hessen zurück.
Während der Zeit des napoleonischen Königreichs Westphalen (1807–1813) war Veckerhagen Verwaltungssitz des Kantons Veckerhagen. Danach war Veckerhagen Sitz des Justizamtes Sababurg und ab 1866 des Amtsgerichtes Veckerhagen.
Im Jahre 1810 erwarb der Kasseler Farbenfabrikant Habich das Jagdschloss und errichtete auf den Resten der Alten Burg Fabrikationsanlagen. Habich begann 1842 am Gahrenberg Braunkohle und Schmierkohle für die Farbenherstellung abzubauen.
Zwischen 1830 und 1870 verließen viele Bewohner Vaake und Veckerhagen und wanderten nach Nordamerika, Chile und Jamaika aus. Waren es anfangs meist alleinstehende Personen, folgten nach den Ernährungskrisen 1845 ganze Familien.
Im Jahre 1848 wurde der regelmäßige Postkutschenverkehr von Kassel nach Veckerhagen über Ihringshausen aufgenommen, 1899 jedoch wieder eingestellt. Ab 1927 fuhren dann zunächst Omnibusse der Reichsbahn, später Postomnibusse auf dieser Verbindung.
Als Folge des Deutschen Kriegs 1866 wurde das Kurfürstentum Hessen vom Königreich Preußen annektiert und so wurde auch Veckerhagen Teil der Provinz Hessen-Nassau.

### Jüngere Geschichte
Im Ersten Weltkrieg rekrutierte das Deutsche Heer auch Bürger aus Veckerhagen. Am Ende waren 66 Kriegsgefallene zu beklagen. Die Zeit der Weimarer Republik von 1919 bis 1933 verlief ohne nennenswerte Höhepunkte.
Im Jahr 1928 wurde der aufgelöste Gutsbezirk Ochsenhof nach Veckerhagen eingegliedert und bildet seitdem den Nordzipfel der Gemarkung am Weserufer gegenüber von Bursfelde.
Das Gedankengut des Nationalsozialismus drang nur langsam in die Oberweserregion ein und erreichte Veckerhagen erst 1936. Der Bürgermeister Heinrich Becker trat als Ortsgruppenleiter in die NSDAP ein und verhinderte so einen weisungsbefugten Vorgesetzten aus der Partei. Ab 1939 wurde die Eisenhütte in die Rüstungsindustrie einbezogen. Ein großer Teil der männlichen Bevölkerung wurde nach Wiedereinführung der Wehrpflicht zur Wehrmacht eingezogen.
Im Gegensatz zu Vaake war Veckerhagen zum Ende des Zweiten Weltkriegs in Kampfhandlungen verwickelt. Am Abend des 5. April 1945 war erstmals das Geschützfeuer der herannahenden Front aus Richtung Hofgeismar zu vernehmen. Im oberen Ende des Hemelbachtals hatten Pioniere die Eichenallee mit Panzersperren versehen. In dieser Nacht sickerten versprengte Wehrmachtsangehörige durch den Reinhardswald nach Veckerhagen ein, und 36 von ihnen wurden von Bewohnern versteckt. Andere durchschwammen die Weser und wurden nach Augenzeugenberichten in Hemeln erschossen. Durch die Hilfe einiger jugendlicher Einwohner konnten die versteckten Soldaten am frühen Morgen des 6. April mit einem alten Lastenschiff die Weser überqueren. Über das Schicksal der Flüchtenden ist nichts bekannt. Die jugendlichen Helfer wurden dank der situationsgerechten Argumentation des Bürgermeisters (und NS-Ortsgruppenleiters) Heinrich Becker lediglich inhaftiert, auch wenn Volkssturm-Truppführer und HJ-Führer deren Hinrichtung forderten.
Nur wenige Stunden später erschienen über Veckerhagen am Waldrand erste amerikanische Spähtrupps. Geschützbatterien hatten sich bereits im Reinhardswald verschanzt und beschossen kurzzeitig Veckerhagen. Es gab zwei Tote und einen Schwerverletzten unter der Zivilbevölkerung. Eine Delegation mit weißen Fahnen unter der Führung von Bürgermeister Becker ging den Amerikanern entgegen und verbürgte sich für eine kampflose Übergabe des Ortes. Panzer, motorisierte Artillerie und Infanterie rückten daraufhin bis zur Weser vor. Ein in Hemeln stationiertes Geschütz der Wehrmacht beschoss Veckerhagen und traf ein Haus und das Schloss, wurde aber nach einem kurzen Schusswechsel zerstört. Amerikanische Infanteristen wechselten mit der Fähre am späten Abend auf die Hemelner Seite, um den Ort zu sichern.
Am 7. April 1945 überschritt die 104. Infanteriedivision der amerikanischen Armee die Weser bei Veckerhagen/Hemeln auf einer schnell errichteten Pontonbrücke. Zwei Tage und zwei Nächte rollten ununterbrochen Panzer und andere Militärfahrzeuge durch Veckerhagen, sammelten sich in Hemeln und rückten nach Göttingen vor, das am Mittag des 8. April 1945 eingenommen wurde.

Einzige Relikte des Zweiten Weltkriegs sind Reste einer Verschanzung am Waldrand westlich des Ortes. Nach dem Krieg wurde in Veckerhagen ein Denkmal für die 154 Gefallenen und Vermissten des Zweiten Weltkriegs errichtet.
Die ersten Nachkriegsjahre prägte der Zuzug von über 1000 Heimatvertriebenen, die in Veckerhagen und Vaake Unterkunft finden mussten. Nach anfänglichen Einquartierungen begann eine rege Bautätigkeit, getragen von den Gemeindevertretungen und realisiert von drei ortsansässigen Bauunternehmen und Geldinstituten wie Raiffeisenbank und Sparkasse. Der regionale Tourismus und die Wirtschaft entwickelten sich langsam aber erfolgreich.
Die noch stattlichen Reste der Alten Burg fielen 1967 einem weiteren Großbrand zum Opfer. Die verbliebenen Grundmauern benutzte die Farbenfabrik zum Aufbau von Werk- und Lagerhallen.
Am 31. Dezember 1970 vollzogen die bis dahin selbständigen Gemeinden Vaake und Veckerhagen im Zuge der Gebietsreform in Hessen einvernehmlich den Zusammenschluss zur Gemeinde Reinhardshagen. Ortsbezirke nach der Hessischen Gemeindeordnung wurden nicht errichtet.

### Einwohnerentwicklung
Die Entwicklung der Einwohnerzahlen seit 1834 bis zum Ende der Selbstständigkeit der Gemeinde 1970 zeigt folgendes Schaubild:
| Veckerhagen: Einwohnerzahlen von 1834 bis 1970 | Veckerhagen: Einwohnerzahlen von 1834 bis 1970 | Veckerhagen: Einwohnerzahlen von 1834 bis 1970 | Veckerhagen: Einwohnerzahlen von 1834 bis 1970 | Veckerhagen: Einwohnerzahlen von 1834 bis 1970 |
| --- | ---------------------------------------------- | ---------------------------------------------- | ---------------------------------------------- | ---------------------------------------------- |
| Jahr |                                                |                                                |                                                | Einwohner                                      |
| 1834 | 1834                                           |                                                | 1.640                                          | 1.640                                          |
| 1840 | 1840                                           |                                                | 1.796                                          | 1.796                                          |
| 1846 | 1846                                           |                                                | 1.771                                          | 1.771                                          |
| 1852 | 1852                                           |                                                | 1.635                                          | 1.635                                          |
| 1858 | 1858                                           |                                                | 1.788                                          | 1.788                                          |
| 1864 | 1864                                           |                                                | 1.741                                          | 1.741                                          |
| 1871 | 1871                                           |                                                | 1.617                                          | 1.617                                          |
| 1875 | 1875                                           |                                                | 1.646                                          | 1.646                                          |
| 1885 | 1885                                           |                                                | 1.587                                          | 1.587                                          |
| 1895 | 1895                                           |                                                | 1.583                                          | 1.583                                          |
| 1905 | 1905                                           |                                                | 1.475                                          | 1.475                                          |
| 1910 | 1910                                           |                                                | 1.401                                          | 1.401                                          |
| 1925 | 1925                                           |                                                | 1.486                                          | 1.486                                          |
| 1939 | 1939                                           |                                                | 1.555                                          | 1.555                                          |
| 1946 | 1946                                           |                                                | 2.537                                          | 2.537                                          |
| 1950 | 1950                                           |                                                | 2.613                                          | 2.613                                          |
| 1956 | 1956                                           |                                                | 2.455                                          | 2.455                                          |
| 1961 | 1961                                           |                                                | 2.463                                          | 2.463                                          |
| 1967 | 1967                                           |                                                | 2.593                                          | 2.593                                          |
| 1970 | 1970                                           |                                                | 2.604                                          | 2.604                                          |
| Datenquelle: Historisches Gemeindeverzeichnis für Hessen: Die Bevölkerung der Gemeinden 1834 bis 1967. Wiesbaden: Hessisches Statistisches Landesamt, 1968. Weitere Quellen: |                                                |                                                |                                                |                                                |

Deutlich wird die sprunghafte Zunahme der Bevölkerung um rund 1000 Einwohner nach Kriegsende 1946, die sich auch als dauerhaft erwies. Ende 2019 lebten in Veckerhagen 2770 Einwohner.

## Politik
Bis zum Zusammenschluss mit Vaake zur Gemeinde Reinhardshagen Ende 1970 wurde die kommunale Selbstverwaltung der Gemeinde Veckerhagen durch die von den Bürgern direkt gewählte Gemeindevertretung einerseits und dem Gemeindevorstand unter dem Vorsitz des Bürgermeisters andererseits wahrgenommen. Nach dem Zusammenschluss wurde für den Ortsteil Veckerhagen davon abgesehen, einen Ortsbezirk mit Ortsbeirat und Ortsvorsteher zu bilden.

### Bürgermeister bis 1970
Von 1924 bis 1939 war Karl Wachsmuth, danach der vor 1936 republikanische, dann der NSDAP angehörende Heinrich Becker Bürgermeister. Am 9. April 1945 wurde der SPD-Parteisekretär Bernhard Wilhelm als Bürgermeister eingesetzt. Von 1946 bis 1956 bekleidete Karl Boeck das Amt des Bürgermeisters. Nach dem vorzeitigen Ausscheiden Boecks infolge Dienstunfähigkeit wurde Otto Thias (SPD) zum Bürgermeister gewählt und blieb dies bis zum Zusammenschluss mit Vaake am 31. Dezember 1970.

## Kulturdenkmäler

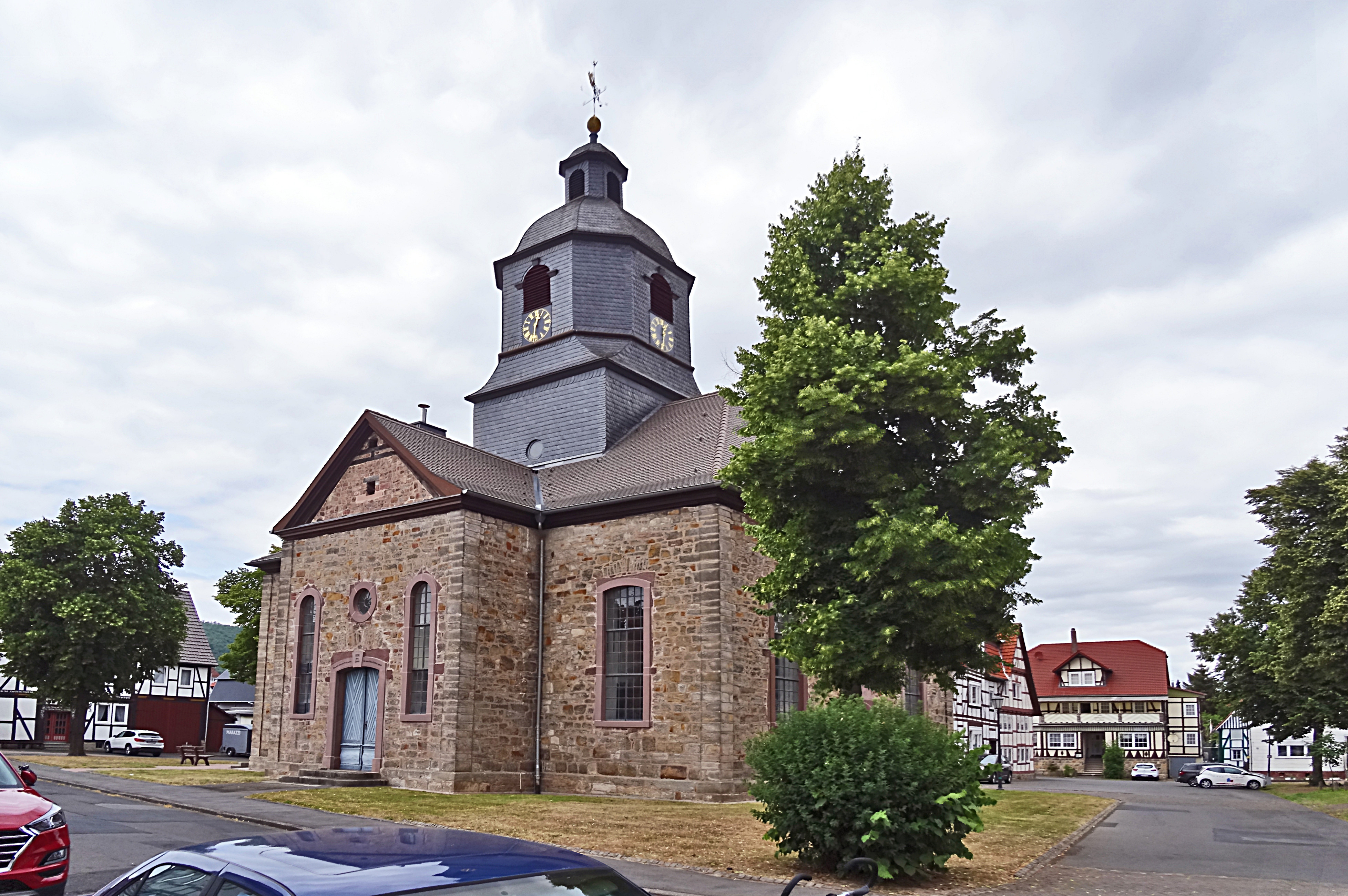
Evangelische Kirche auf dem Kirchplatz

In Veckerhagen finden sich zahlreiche Fachwerkhäuser verschiedener Epochen, vorwiegend aus dem 17. Jahrhundert. Viele davon sind reich verziert und tragen Sinnsprüche auf dem Rahmholz. Sie gruppieren sich rund um die Kirche teilweise zu geschlossenen Ensembles. Besonders erwähnenswert sind 
- die evangelische Kirche, ein 1778 bis 1780 im Übergangsstil vom Spätbarock zum Klassizismus errichteter, kreuzförmiger mit Sandstein verblendeter Fachwerkbau mit einem stattlichen Haubendachreiter in der Mitte. Das Innere ist mit dreiseitigen Emporen als Längssaal gestaltet. Die Steinsäulen der Emporen stützen gleichzeitig das Kirchendach. Die Treppen befinden sich in den räumlich abgetrennten Kreuzarmen. Die Orgel stammt aus dem Spätrokoko und wurde 1787 von Johann Stephan Heeren gebaut.

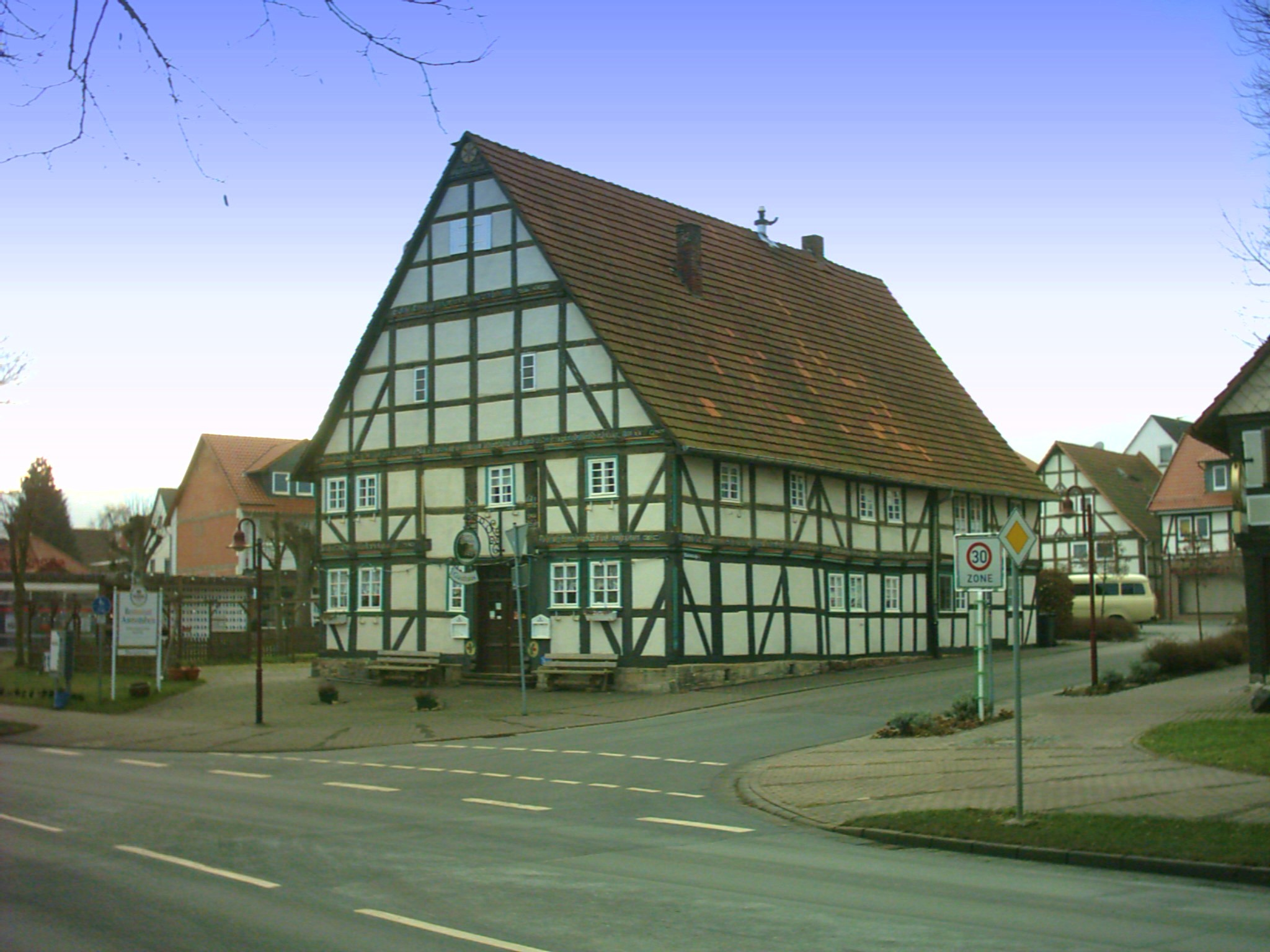
Fachwerkhaus 18. Jahrhundert, ehemals Amtshaus

- das freistehende Wohn- und Wirtschaftsgebäude Amtsstraße 1, ein Längsdielenhaus aus der ersten Hälfte des 18. Jahrhunderts mit zwei Stockwerken, ehemals Amtshaus, heute Wohnhaus und nicht genutzte Gaststätte.[11]

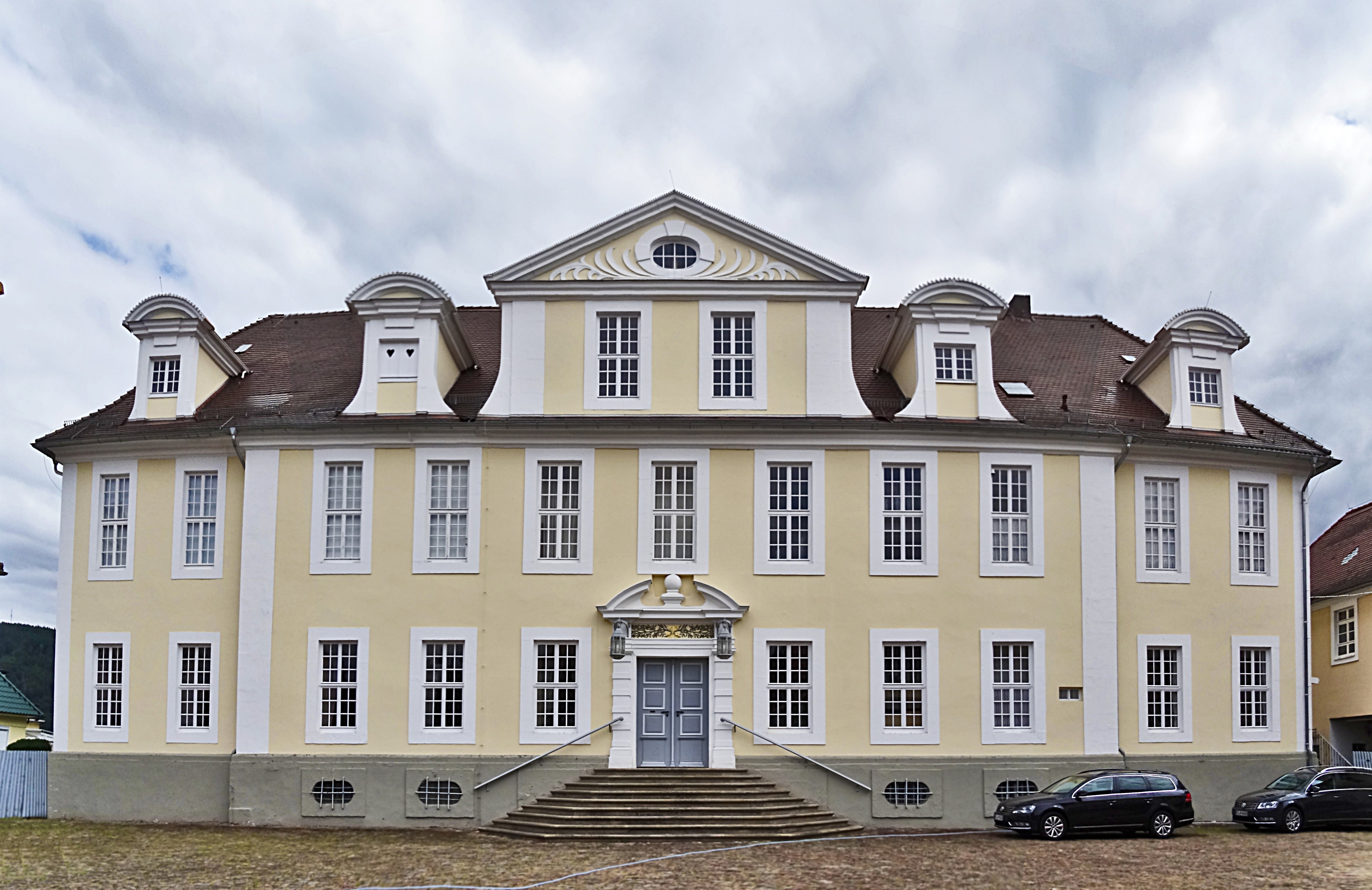
Barockschloss

- das Veckerhäger Schloss (auch Habich’s Schloss genannt), nahe am Weserufer, erbaut 1689 neben der 1430–1431 errichteten (und durch Brände 1914 und 1967 weitgehend zerstörten) Alten Burg als landgräfliches Jagdschloss. Es wurde 1810 in der Zeit des westphälischen Königreichs zusammen mit der Alten Burg an die Fabrikantenfamilie Habich aus Kassel verkauft, die es noch heute einschließlich der anstelle der Burg errichteten Farbenfabrik besitzt.

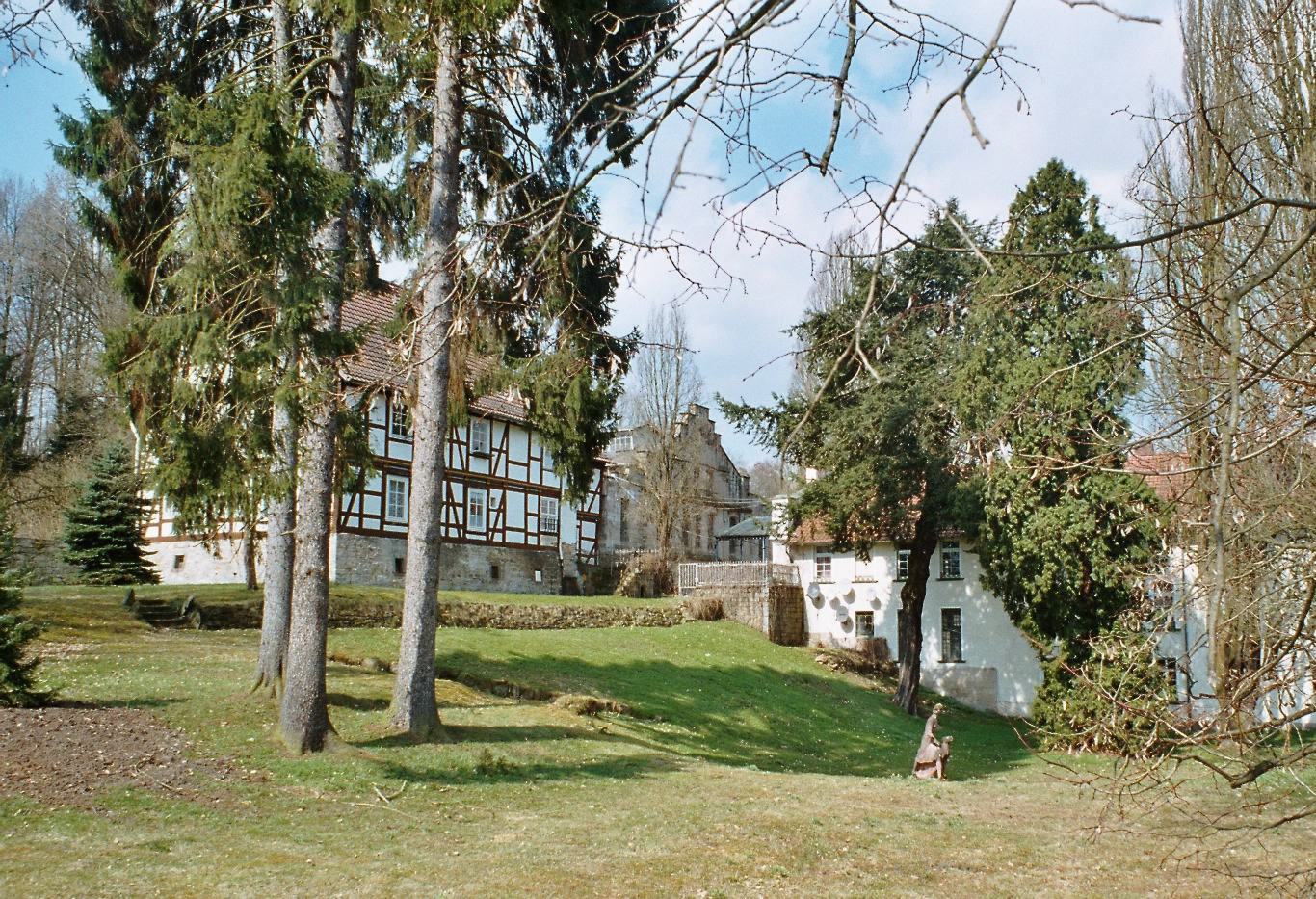
Parkanlage, Herrenhaus und Gießerei der Eisenhütte

- die Eisenhütte Veckerhagen von 1666, ein Hüttenensemble aus Maschinenfabrik, Gießereihaus, Rosenhaus, Herrenhaus und Veckerhäger Bergamt am oberen Ende der Kasseler Straße.

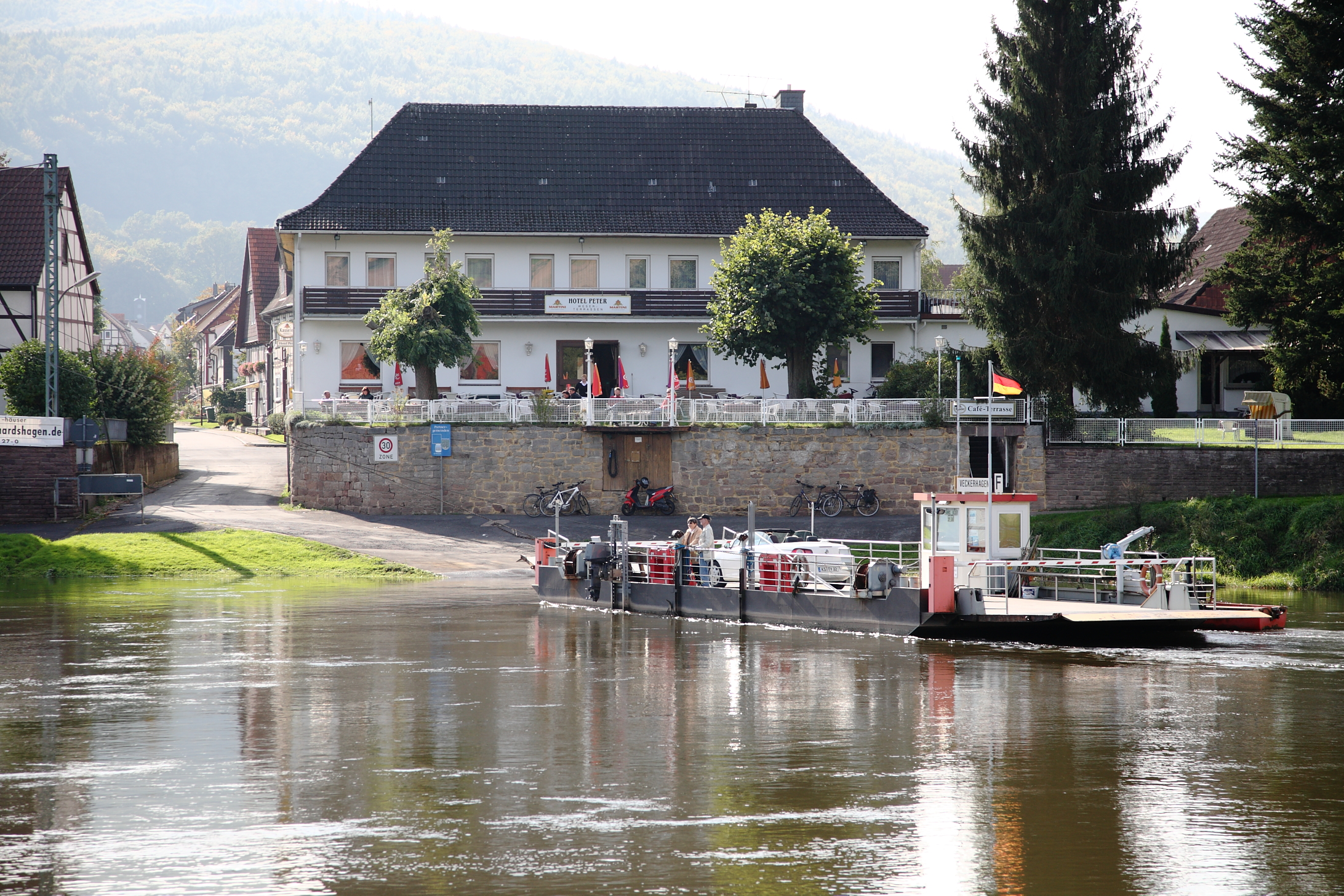
Gierseilfähre Veckerhagen

## Verkehr
Die zwischen Hann. Münden und Bad Karlshafen an der Weser entlang führende Bundesstraße 80 ist die Hauptverkehrsstraße durch Veckerhagen. Sie ist im nördlichen Ortsbereich als Karlshafener Straße benannt, durch die Ortsmitte führend (den Wilhelmsplatz teilend) und im südlichen Ortsbereich ohne Straßennamen. Von ihr zweigt nach Westen die durch den Reinhardswald nach Kassel führende L3229 ab und in der Gegenrichtung geht es zur Fähre nach Hemeln.
Die Fähre Veckerhagen führt zu der am rechten Weserufer liegenden Ortschaft Hemeln der Stadt Hann. Münden.